# Ceny české filmové kritiky 2013
Ceny české filmové kritiky 2013 je čtvrtý ročník Cen české filmové kritiky.

## Ceny a nominace

### Nejlepší film
- Hořící keř – režie: Agnieszka Holland, producent: HBO Europe, Nutprodukce
- Klauni – režie: Viktor Tauš, producent: Fog´n´Desire Films
- Jako nikdy – režie: Zdeněk Tyc, producent: T.H.A.

### Nejlepší dokumentární film
- Show! – režie: Bohdan Bláhovec, producent: Nutprodukce
- Šmejdi – režie: Silvie Dymáková, producent: Produkce Třeštíková
- Hoteliér – režie: Josef Abrhám mladší, producent: Josef Abrhám ml.

### Nejlepší režie
- Hořící keř – Agnieszka Holland
- Jako nikdy – Zdeněk Tyc
- Rozkoš – Jitka Rudolfová

### Nejlepší kamera
- Hořící keř – Martin Štrba
- Líbánky – Martin Štrba
- Rozkoš – Ferdinand Mazurek

### Nejlepší scénář
- Hořící keř – Štěpán Hulík
- Jako nikdy – Markéta Bidlasová
- Rozkoš – Jitka Rudolfová

### Nejlepší původní hudba
- Hořící keř – Antoni Komasa-Lazarkiewicz
- Revival – Jan Ponocný
- Líbánky – Aleš Březina

### Nejlepší mužský herecký výkon v hlavní roli
- Jako nikdy – Jiří Schmitzer
- Hořící keř – Petr Stach
- Klauni – Oldřich Kaiser

### Nejlepší mužský herecký výkon ve vedlejší roli
- Klauni – Jiří Lábus
- Hořící keř – Ivan Trojan
- Líbánky – Jiří Černý

### Nejlepší ženský herecký výkon v hlavní roli
- Jako nikdy – Petra Špalková
- Hořící keř – Tatiana Pauhofová
- Rozkoš – Jana Plodková

### Nejlepší ženský herecký výkon ve vedlejší roli
- Hořící keř – Jaroslava Pokorná
- Jako nikdy – Taťjana Medvecká
- Klauni – Kati Outinen

### Cena RWE pro objev roku
- Štěpán Hulík – film Hořící keř
- Silvie Dymáková – film Šmejdi
- Bohdan Bláhovec – film Show!